# Ballagat
Ballagat là một xã trong quận Lushnjë thuộc hạt Fier, Albania. Dân số năm 2005 là 3447 người.